# Hagenius brevistylus
Hagenius brevistylus е вид водно конче от семейство Gomphidae. Видът не е застрашен от изчезване.

## Разпространение
Разпространен е в Канада (Квебек, Манитоба, Нова Скотия, Ню Брънзуик и Онтарио) и САЩ (Айова, Алабама, Арканзас, Вашингтон, Вирджиния, Върмонт, Джорджия, Западна Вирджиния, Илинойс, Индиана, Канзас, Кентъки, Кънектикът, Луизиана, Масачузетс, Мейн, Мериленд, Минесота, Мисисипи, Мисури, Мичиган, Ню Джърси, Ню Йорк, Ню Хампшър, Оклахома, Охайо, Пенсилвания, Род Айлънд, Северна Каролина, Тексас, Тенеси, Уисконсин, Флорида и Южна Каролина).

## Описание
Популацията на вида е стабилна.